# Fred Akuffo

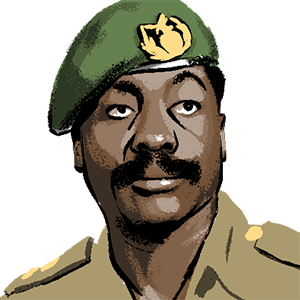
Illustration des Akuffo (2023)

Frederick William Kwasi Akuffo, genannt Fred Akuffo (* 21. März 1937 in Akropong; † 26. Juni 1979 in Accra) war von 1978 bis 1979 Staatschef von Ghana.

## Soldat
Nach dem Schulbesuch trat er 1957 in die Armee Ghanas ein und besuchte von 1958 bis 1960 die Militärakademie Sandhurst. 1961 gehörte er zum Kontingent Ghanas während der Operation der Vereinten Nationen in Kongo. Er stieg in der militärischen Hierarchie auf und besuchte zwischenzeitlich Ausbildungslehrgängen in Großbritannien und Indien. 1975 wurde er Mitglied der seit 1972 unter Führung von Ignatius Kutu Acheampong regierenden Junta Supreme Military Council.

## Staatschef
Akuffo war Generalstabschef, als Acheampong am 5. Juni 1978 in einer Palastrevolte von seinen Kollegen gestürzt wurde. Er wurde sein Nachfolger als Vorsitzender der Junta und so Staatschef von Ghana. Im Gegensatz zu seinem Vorgänger war Akuffo bereit, mit dem Internationalen Währungsfonds zusammenzuarbeiten. Zu den Maßnahmen gehörte eine drastische Abwertung des Cedi, worüber die letzte Zivilregierung 1972 gestürzt war, sowie eine starke Reduzierung des Budgetdefizits. Unmittelbar nach seiner Machtübernahme ordnete er die Freilassung der meisten politischen Gefangenen an und versprach die Korruption, die der Militärregierung bislang vorgeworfen wurde, wirksam zu bekämpfen. Dazu wurde eine neue Verfassung und die Abhaltung von Wahlen im Juni 1979 zugesagt. Während einerseits die internationale Hilfe für Ghana wieder aufgenommen wurde, verschlechterte sich die wirtschaftliche Lage des Landes zunächst weiter und Akuffos Regierung wurde mit Streiks und Demonstrationen konfrontiert.

## Sturz
Ein erster Putschversuch von Jerry Rawlings gegen ihn scheiterte im Mai 1979. Nach dem erfolgreichen Putsch von Rawlings am 4. Juni 1979 wurden Akuffo, die beiden anderen Ex-Staatschefs Afrifa und Acheampong sowie fünf weitere hohe Offiziere standrechtlich erschossen. Über das genaue Todesdatum gibt es abweichende Daten (26. oder 30. Juni 1979).
Präsident John Agyekum Kufuor ordnete im April 2001 an, die Leichen der Erschossenen zu exhumieren, um den Familien ein ordentliches Begräbnis zu ermöglichen.